# Rozruch oporowy

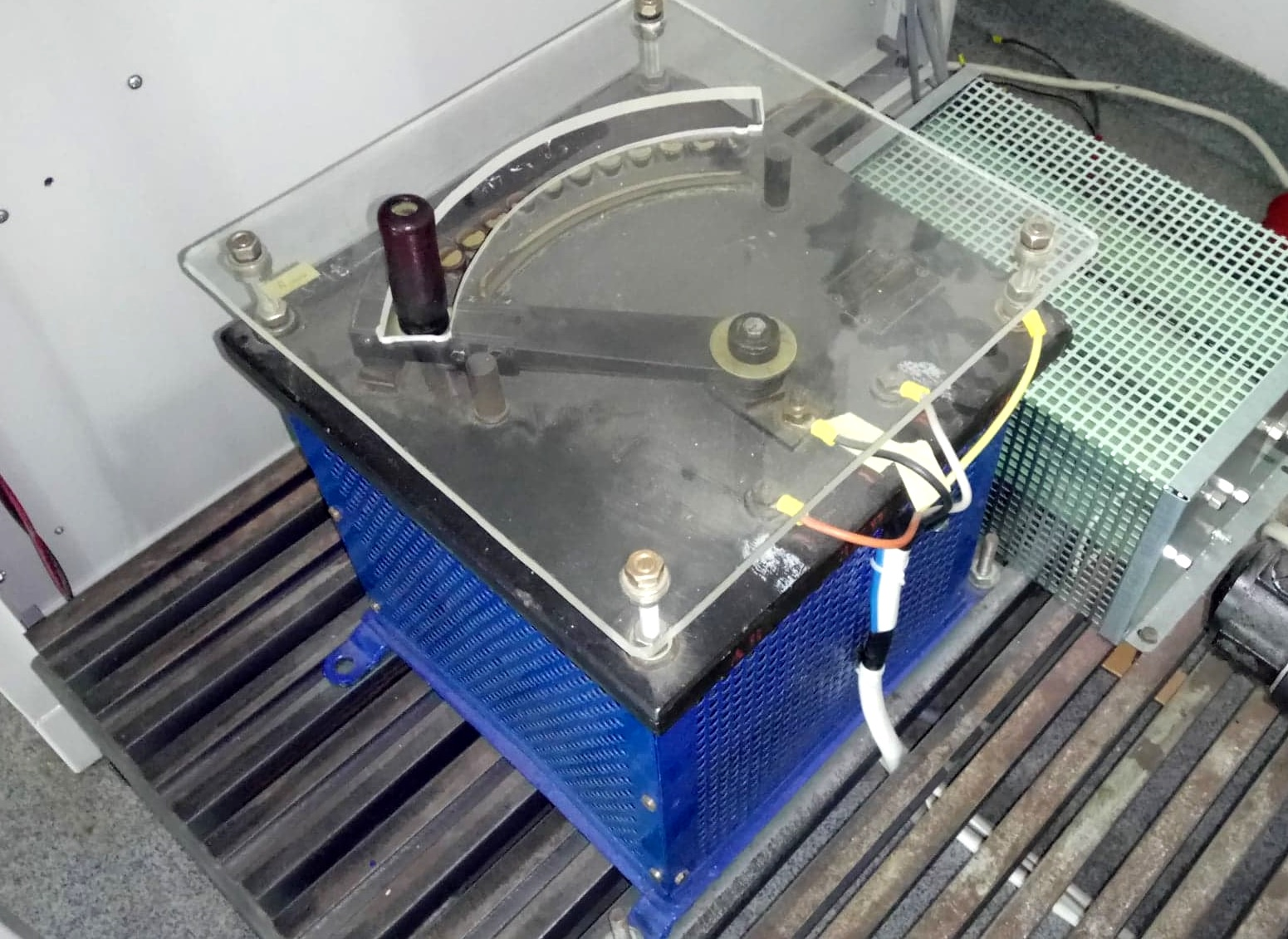
Rozrusznik oporowy

Rozruch oporowy – rodzaj rozruchu silników elektrycznych polegający na włączeniu w obwód szeregowo z silnikiem oporników rozruchowych. Podczas rozruchu oporniki zmniejszają natężenie prądu płynącego przez silnik, czyniąc rozruch łagodniejszym. Część energii jest tracona w oporach zamieniając się w ciepło.
Podczas rozruchu, w wyniku wzrostu prędkości obrotowej, natężenie prądu pobieranego przez silniki maleje i aby uzyskać podobną wielkość przyśpieszenia, odłączane są kolejne rezystory. Po przekroczeniu pewnej prędkości silnik pracuje bez rezystorów.
Rozruchu oporowego nie należy mylić z regulacją prędkości obrotowej silnika przez załączanie oporników ograniczających prąd wzbudzenia. Poprzez osłabienie wzbudzenia uzyskuje się zwiększenie prędkości obrotowej silnika z jednoczesnym zmniejszeniem momentu elektromagnetycznego.

## Rozruch silników pierścieniowych prądu przemiennego
W czasie rozruchu rezystory włącza się pomiędzy pierścienie zasilające wirnik. Po uzyskaniu prędkości obrotowej zbliżonej do nominalnej, rezystory wyłącza się poprzez zwarcie pierścieni.

## Rozruch silników szeregowych prądu stałego
W czasie rozruchu rezystory włącza się w obwód szeregowo z silnikiem. Rozruchu silnika szeregowego dokonuje się przy obciążeniu, poprzez zmianę rezystancji rozrusznika włączonego szeregowo z twornikiem. Wzrostowi rezystancji odpowiada mniejsza prędkość obrotowa przy tym samym prądzie obciążenia, a zatem poprzez regulację od maksimum do zera osiągamy płynny wzrost prędkości obrotowej silnika od zera do wartości znamionowej.

## Rozruch silników bocznikowych prądu stałego
Podczas rozruchu rezystor włącza się w obwód twornika. Uzwojenie wzbudzenia zasilane jest pełnym napięciem.
W chwili rozruchu prędkość obrotowa jest równa zero, w uzwojeniach nie indukuje się siła elektromotoryczna. Natężenie prądu wynika z rezystancji uzwojeń, prąd rozruchowy jest 10...30 razy większy od prądu znamionowego. Przepływ tak dużego prądu może uszkodzić silnik, jak również stanowi zbyt duże obciążenie sieci zasilającej. W związku z tym rozruchu silnika dokonuje się poprzez zmniejszenie napięcia w momencie startu i stopniowe podnoszenie go do wartości znamionowej na silniku lub samym tworniku. Regulację tę wykonuje się przez dołączanie regulowanego rezystora zwanego rozrusznikiem lub przy użyciu elektronicznych zespołów napędowych, stosowanych w przemyśle do napędu silników bocznikowych.

## Wady rozruchu oporowego
Rozruch oporowy wywołuje duże straty energii, jest ciężki i awaryjny. Aby uniknąć strat energii coraz częściej stosuje się silniki zasilane prądem przemiennym z regulacją obrotów poprzez falownik (przemiennik częstotliwości).
Innym urządzeniem rozruchowym jest soft start, który ogranicza prąd rozruchu, natomiast nie zmienia częstotliwości. Technicznie softstart jest tyrystorowym regulatorem napięcia, którego elementem wykonawczym są trzy pary połączonych antyrównolegle tyrystorów.
Dodatkowo – bezkomutatorowe silniki na prąd przemienny wymagają znacznie mniej czynności obsługowo-naprawczych, wymiany szczotek, są trwałe, dobrze znoszą przeciążenia itp.